# Libra de la Bahía de Hudson
La libra de la Bahía de Hudson fue la unidad monetaria que consistía de papel moneda y fichas privadas monetiformes o tokens de latón o cobre, que circularon desde 1821 hasta 1870 en las posesiones británicas de la Tierra de Rupert con sus distritos de East Main y del Territorio Noroccidental con sus distritos y luego departamentos de Nueva Caledonia y de Columbia u Oregón, administrados por la Compañía de la Bahía de Hudson fundada en 1670 y que en 1821 había incorporado a la Compañía del Noroeste, fundada en 1779, y que incluía a todos sus territorios dependientes.
Las fichas monetiformes o tokens fueron muy utilizadas entre los comerciantes de pieles y los aborígenes norteamericanos tramperos, ya que agilizó el pago por las pieles de «castor hecho» o «castor construido» (MB o made beaver, en inglés) que era aquella del macho adulto en buen estado recolectada durante los meses de invierno, desgastada durante un año y lista para procesar. Transformado en un principio en una unidad de cuenta para el trueque que se hacía antiguamente, se agilizó con los «palos de conteo», «discos de hueso» y «colgantes de castor» para los aborígenes cazadores y luego para los tramperos europeos, y con cheques, letras de cambio y pagarés a los trabajadores  de las factorías hasta que logró materializarse en dinero.
Los precios de todos los bienes comerciales tenían paridad con el made beaver (MB) e inclusive con otras pieles de animales, como la ardilla, la nutria y el alce, por ejemplo dos pieles de nutria equivalían a 1 MB, al igual que una piel de marta, además una manta era 7 MB, un galón de brandy era 4 MB y una yarda de tela era 3 MB.
En los puestos comerciales del territorio se seguían aceptando las escasas monedas de la libra esterlina, el dólar del ancla de la América británica y los peniques de plata del chelín colonial pero al haberse fusionado ambas compañías, se había seguido reacuñando desde 1821 hasta 1846 en el departamento de Columbia con la misma fecha de 1820 los tokens piel de castor del Noroeste sin marca de ceca de Fort George, Fort Vancouver y Fort Oregon, para todos los puestos comerciales y territorios aborígenes de las posesiones unificadas de la Compañía de la Bahía de Hudson que conservó el nombre para seguir siendo una compañía privilegiada.
En 1823 comenzaron a circular billetes emitidos en Londres y York Factory del río Hayes y posteriormente se acuñaron con el nombre actualizado en el distrito de East Main en 1854 con ceca en Fort Albany o bien fuerte del río Albany, para que se utilizase en todos los territorios.
En 1846 ya se había perdido la mayor parte del departamento de Columbia u Oregón a manos de los estadounidenses, además Columbia Británica con sus islas de la Reina Carlota se había transformado en una colonia de la Corona en 1858 y si bien ocurrió nominalmente lo mismo en la isla de Vancouver en 1849, la compañía privilegiada la siguió administrando hasta 1865. Los territorios remanentes de la Norteamérica británica se incorporaron al Dominio de Canadá en 1870.

## Historia comercial de la Compañía de la Bahía de Hudson

### La libra esterlina, los palos de conteo y el chelín colonial en las primeras factorías de la compañía privilegiada
En un principio los ingleses comandados por los comerciantes de pieles franceses o corredores de los bosques Pierre-Esprit Radisson y su cuñado Médard Chouart des Groseilliers —por haber tenido desavenencias con el compatriota Pierre de Voyer d'Argenson, vizconde de Mouzay y gobernador general de Nueva Francia— que se habían asociado con el príncipe Ruperto del Rin, duque de Cumberland, primo del rey y comandante naval inglés, fundaron en la desembocadura del río Rupert de la sureña bahía James de la de Hudson a Fort Rupert o bien Charles Fort en 1668 —luego renombrado Rupert House y es la actual Waskaganish— que si bien llevaron las primeras monedas de cobre y estaño de la libra esterlina que se usaban entre europeos, no las utilizaron para comerciar con los pueblos originarios, ya que no aceptaban ni las monedas de metales preciosos que circulaban escasamente.
En el comercio con los pueblos originarios se usaba el trueque, por lo que intercambiaban cuchillos, ollas, tabaco, telas, cuentas de vidrio, licor, teteras y las mantas de punto de la bahía de Hudson —que serían muy necesarias para el sistema de potlatch— por las tan cotizadas pieles de castor, pero luego comenzaron a usar los famosos «palos de conteo» desde 1670, los cuales actuaban como moneda primitiva con los aborígenes cris o crees —ya que podían intercambiarse por mercancías o suministros en otros puestos comerciales— y que hacían de intermediarios con otros amerindios del interior, en especial con sus aliados los dene suliné o chipewyanes y de esta manera mantener alejados de las factorías a sus adversarios yellowknives, slaves, inuits y tlichos, entre otros.
Entonces se constituyó el 2 de mayo de 1670 la Compañía de la Bahía de Hudson, con una carta real del soberano Carlos II de Inglaterra que otorgó un monopolio de comercio sobre la región drenada por los ríos y arroyos que desembocaran en la bahía de Hudson, por lo que se continuó erigiendo puestos comerciales litorales como Moose Factory en 1673 en la isla fluvial homónima, cerca de la desembocadura del río Moose, y a Fort Albany en 1679 en la orilla meridional de la desembocadura del río Albany. Desde sus inicios se seguía comerciando con los pueblos originarios a través del trueque y las monedas inglesas solo circulaban dentro de las factorías y entre los nuevos puestos comerciales del litoral.
El pago del salario de los empleados de la compañía de origen europeo, por estar prohibido la exportación de monedas de plata y de oro debido a las ideas del mercantilismo, se hacía mediante los cheques de libras esterlinas por el trabajo anual a partir de 1680, pero para pagar a los proveedores en Londres debían hacerlo con monedas de plata, por lo que estaban obligados también a comerciar con otros establecimientos europeos, ya sean otras factorías de la compañía privilegiada o por el comercio intercolonial e inclusive a través del contrabando de mercancías con colonias hispanas, en donde conseguían y utilizaban los dólares españoles que se habían transformado en una moneda internacional.
También en la costa occidental de la propia bahía de Hudson se establecieron otros tres puestos más, por el primer gobernador Charles Bayly que fundó a Fort Nelson o bien York Factory inicialmente en la orilla meridional de la desembocadura del río Nelson en 1670 hasta ca.1673, luego dos fuertes, uno de la compañía privilegiada y otro de comerciantes de Boston desde 1682 a 1683 que llevarían consigo las primeras «monedas del pino» del chelín colonial para comerciar con otros puestos costeros, pero ambos fueron destruidos por los franceses de la nueva e infructuosa Compagnie du Nord fundada por Charles Aubert de La Chesnaye con la ayuda de Radisson y Des Groseilliers que habían vuelto al servicio del rey Luis XIV desde 1675.
Como Radisson y Des Groseilliers habían erigido sin permiso en la orilla septentrional a Fort Bourbon en 1682 (en el sitio del moderno Port Nelson) y por nuevas desavenencias con los franceses, solo a Des Groseilliers le permitieron regresar a Nueva Francia pero no a Radisson que volvió a ser miembro de la HBC y ayudó a los ingleses a destruirlo en 1684 y a fundar dos nuevas factorías, una de ellas en la orilla meridional, y por otro lado, el puesto comercial inglés pasó a tener el nuevo nombre de Fort York o bien York Factory en el mismo año, aunque también los franceses rápidamente fortificaron una isla cercana y lo reconstruyeron, por lo que en estos tiempos ya comenzarían a llegar las primeras escasas monedas de la libra francesa y las de la libra de las Colonias Francesas americanas..
Mientras tanto  Fort Bourbon fue definitivamente abandonado por los franceses en 1685, el mismo año en que los ingleses fundaron a Slude River Post (luego llamado East Main Post) en la orilla meridional de la desembocadura del río Eastmain (destruido al año siguiente por los franceses y reconstruido por los ingleses en 1719 y también en 1730).
Además en plena guerra con Francia se erigió a Fort Severn en 1689, al sur de la bahía de Hudson y en la orilla occidental de la desembocadura del río Severn (y al año siguiente sería ocupado por los franceses). Todos estos establecimientos seguían comerciando con los pueblos originarios cri o cree y en especial con el nuevo pueblo mestizo diferenciado llamado métis.

### La libra colonial francesa en las costas de la bahía de Hudson
En 1685 los franceses de la Compagnie du Nord ya con carta real fundaron a Fort des Français también a orillas del río Albany pero a unos 257 km de su desembocadura y posteriormente ocuparon entre junio y julio de 1686 los puestos ingleses de la bahía James como Fort Albany renombrado como Fort Sainte-Anne y Fort Moose con el nuevo nombre de Fort Saint-Louis, además de destruir a Rupert House —sería reconstruido por los británicos en 1776— y a East Main Post (reconstruido en 1719), y de erigir a Fort Saint Joseph en el lago Abitibi, por lo que en dicha bahía volverían a circular las monedas de la libra de las Colonias Francesas americanas.
Aquel nuevo fuerte se sumaba al más sureño Fort Témiscamingue que inicialmente estaba en la orilla oeste del lago Timiskaming —había sido fundado hacia 1679 pero fue destruido en 1689 por los iroqueses, sería refundado por los franceses en la orilla oriental en 1720 hasta 1763 y resurgido por la NWC en 1788— y dicha invasión francesa provocó la guerra del rey Guillermo en 1689 (la guerra de los Nueve Años anglo-francesa en América).
En 1690 los franceses comandados por Pierre Le Moyne, señor de Iberville, también ocuparon Fort Severn en el sur de la bahía de Hudson (había sido fundado por la compañía inglesa el año anterior), luego el citado Fort Sainte-Anne o bien Fort Albany fue recuperado por los ingleses en 1693 y destruyeron a Fort Saint-Louis o bien Fort Moose en 1696 —y sería reconstruido por los británicos en 1730— pero perdieron York Factory que pasó a manos francesas de 1694 a 1695 y desde 1697, después de la batalla de la bahía de Hudson, por lo que en dichos nuevos territorios comenzaron a circular las escasas monedas de la libra francesa y las de la libra colonial pero finalmente Nueva Francia perdería todas las costas de la bahía de Hudson en 1713 por el Tratado de Utretch y luego Fort des Français sería abandonado en 1715.

### El chelín colonial británico en Tierra de Rupert, en Territorio Noroccidental y en Coppermine
Consolidada la posesión británica sobre las costas de la bahía de Hudson, el puesto comercial Fort York o York Factory fue trasladado en 1715 a la orilla septentrional de la desembocadura del río Hayes y posteriormente se fundó a Fort Churchill o Prince of Wales Fort en 1717 en la desembocadura del río Churchill. Inicialmente los comerciantes bostonianos habían llevado las «monedas del pino» a la bahía de Hudson pero en esta época ya estarían escaseando, al igual que las británicas, pero comenzaron a llegar las primeras piezas de busto real más conocidas como «monedas de la rosa americana» del chelín colonial desde 1722.
En el interior y al oeste de la bahía James, la Compañía de la Bahía de Hudson erigió inicialmente a Henley House en 1743 a unos 257 km de la desembocadura del río Albany —en el sitio de Fort des Français— pero fue trasladado a una isla fluvial a 13 km río abajo en 1768, se construyó Gloucester House en 1777 a unos 377 km río arriba de la desembocadura y en la fuente del mismo río se construyó el puesto comercial Osnaburgh House en 1786 en el extremo noreste del lago Saint Joseph. Posteriormente a través del río Hayes, en la costa sureste del lago Oxford se fundó a Oxford House en 1798. En el alto río Nelson se erigió a 300 km de la desembocadura a Nelson House en 1800 (ubicado a 65 km oeste del actual Thompson y se mantuvo operativo hasta 1824). Desde 1730 comenzaron a llegar otras piezas de busto real llamadas «monedas de Hibernia» y a partir de 1760, las «monedas de voce populi» y «de Pitt» del chelín colonial desde 1766.
Hacia el Ártico, el explorador británico Samuel Hearne junto al gran jefe Matonabbee y su tribu dene suliné o chipewyan, iniciaron la primera expedición al río Coppermine en diciembre de 1770 para encontrar las famosas minas de cobre pero finalmente lo recolectado era mínimo como para invertir en su explotación y en la desembocadura en el golfo de la Coronación del océano Ártico, encontraron unas wigwams inuit que luego de tres días aparecieron asesinados por aquella tribu al estar en guerra, y por ello fue conocido como la «masacre de las cascadas Bloody», además tampoco pudo hallar el paso del Noroeste (sería descubierto en 1851 por Robert McClure).
Por otro lado en Tierra  de Rupert, en el presente centro-sur canadiense y específicamente en el actual territorio de Saskatchewan, el citado Hearne había establecido en 1774 el segundo puesto del interior llamado Cumberland House en la costa sudeste del lago del mismo nombre y en la isla homónima del delta interior del río Saskatchewan y de esta manera contribuyeron a las primeras rutas en canoa para los famosos voyageurs del comercio de pieles norteamericano, y en el oeste de otra isla fluvial de difícil acceso del río Saskatchewan Norte fundaron a Manchester House en 1786 —a unos 50 km al este de la actual Lloydminster, y estaba ubicado cerca del de la compañía competidora llamado Pine Island Fort del mismo año, en el este de la misma isla— pero este puesto y el de su rival serían abandonados en 1793 por un saqueo de aborígenes gros ventres y mandans que estaban en guerra con los crees, los cuales eran aliados de los comerciantes europeos.
En la actual Alberta, los habitantes de dichos puestos comerciales atacados por indígenas se mudaron a Moose Hills o Buckingham House que había sido fundado a finales de 1792 a unos unos 193 km río arriba del Saskatchewan Norte —cerca del puesto comercial Fort George de la compañía rival, erigido a principios del mismo año, y de la actual Elk Point, pero se mudaría en 1800 al nuevo puesto Island Fort, vecino al de los rivales Fort de l'Isle de la NWC y otro de la Compañía XY de 1799, y que también serían abandonados en 1808, los cuales estaban ubicados a unos 11 km al norte de la actual Myrnam y a unos 75 km oeste de la frontera interprovincial, para instalarse río abajo en el puesto Paint Creek House fundado en 1802 y que era vecino de Fort Vermilion de la rival a orillas del río homónimo, funcionarían hasta 1816 y estaban cerca de la actual Marwayne a unos 13 km de la frontera interprovincial— y hacia el norte, dentro de la cuenca hidrográfica privilegiada, además se había erigido en la costa sudoccidental del lago Peter Pond en 1791 a Buffalo Lake Post (al lado del establecimiento Lac des Boeufs Post de la compañía competidora construida el año anterior).
En lo que sería el Carlton Trail, en 1785 la compañía envió a Mitchell Oman, que junto a su subalterno David Thompson, erigió al primer South Branch House en el río Saskatchewan Sur —que funcionó hasta 1795 y estaba cerca de dos puestos comerciales de sus competidoras, el de la rival era Holmes House y el del pedlar era Fort des Isles fundados pocos años antes, pero en dicha fecha se mudaron al lado opuesto río abajo y se fusionaron en un establecimiento comercial en el segundo Holmes House pero en 1805 sería reconstruida a unos 10 km río arriba, nuevamente cerca de otra incipiente factoría de la Bahía de Hudson de la que ya se hablará, que se mudaría en 1810— y sobre la orilla derecha del río Saskatchewan antes de la bifurcación que está río arriba se fundó en 1795 al primer Fuerte Carlton (estuvo en función hasta 1801, cerca del puesto de la compañía competidora Fort St. Louis y del antiguo puesto francés más occidental llamado Fort de la Corne de 1753 a 1759, y a unos 50 km al oeste del otro efímero puesto francés llamado Fort La Jonquière de 1751 a 1753, en el presente Nipawin).
En la frontera norte de las actuales Dakota del Norte y Minnesota, erigieron en la orilla oriental del río Rojo del Norte a Fort Skene en 1793 —cerca del primer Fort Pembina fundado hacia 1788 de la compañía rival que en aquel año se mudó definitivamente a la orilla occidental del río como el segundo Fort Pembina— en 1807 fue enviado a dicho puesto a Isobel Gunn —una mujer que se hacía pasar por hombre, hasta que por una extorsión y violación quedó embarazada, al parir sería descubierta y pasó a llamarse Mary Fubbister, se le ordenó viajar a Fort Albany a principios de 1808 y luego de tres años de trabajo volvería a Escocia en septiembre de 1809— y en la orilla opuesta, los colonos de Selkirk fundaron a Fort Daer en 1812 (y todos se fusionaron en 1821 en la compañía privilegiada que operaría hasta 1870, para que Canadá y Estados Unidos determinaran la frontera entre ambos, por lo que se confirmó que era parte del segundo en 1872).
Sobre el río Assiniboine se instaló al primer Brandon House en 1793 en la orilla norte, enfrente de la desembocadura del río Souris —cerca del segundo Fort des Épinettes erigido por la compañía rival en 1785 pero cerraría en 1793 o en 1794— y además en el río Qu'Appelle y casi al mismo tiempo se erigió a Fort Qu'Appelle River Post en 1794 (destruido en 1816 por la compañía rival y reconstruido cerca de la desembocadura del arroyo Beaver al sur del río Assiniboine con el nombre de Beaver Creek Post en 1817 hasta 1824 y sería reabierto pero renombrado como Fort Ellice en 1831, a unos 4 km del actual St. Lazare y cercano a la frontera interprovincial). También en la actual Alberta, se construyó el primer Edmonton House en la orilla septentrional del río Saskatchewan Norte en 1795 y luego se erigió a Red Deers Lake House o Greenwich House o bien Lac La Biche en 1798.
Nuevamente en el sur de la actual Saskatchewan, se construyó el segundo Fuerte Carlton en 1805 a orillas del río Saskatchewan Sur —estaba cerca del citado Holmes House de la compañía rival hasta que con la fusión de ambas compañías en 1821, recobrando el nombre como la segunda South Branch House, estaría en funciones hasta 1870, y estaban ubicados a unos 10 km río arriba de la primera South Branch House— pero fue trasladado en 1810 a unos 30 km al oeste como el tercer Fuerte Carlton al sitio definitivo, entre la orilla oriental del Saskatchewan Norte, cuando ambas bifurcaciones corren casi paralelas hacia el noreste a lo largo de unos 160 km, y el lago Duck. Por otro lado, en la orilla oeste del río Rojo del Norte empezaron a construir a Fort Douglas en 1813 —cerca, al norte y río abajo de Fort Gibraltar erigido en 1809 por la compañía rival y que se fusionarían en este último como Fort Garry de 1821 a 1826, por inundaciones, y reconstruido como Upper Fort Garry desde 1835— que posteriormente haría surgir las rutas de Río Rojo.
En el actual sur de Manitoba, el explorador de la compañía Alexander Mackay erigió a Fort Alexander hacia 1799 en la orilla occidental de la desembocadura del río Winnipeg en el extremo sur del lago Winnipeg —cerca de Fort Bas de la Rivière de la compañía rival que había sido fundado en 1792 y del segundo Fort Maurepas que era un antiguo puesto francés, ca.1740-1754, y cuando se fusionaron ambas compañías solo funcionó el de la rival pero con el nombre del de la privilegiada— y en otra ruta llamada York Factory Express, se construyó Norway House en 1817 en el extremo noroccidental del citado lago.
En el distrito de East Main la compañía fundó en la costa nororiental de la bahía James a Fort George en 1802 (actual Chisasibi). En el Territorio Noroccidental, en la cercana isla English de la salida del lago Athabasca, ya fuera de su región privilegiada y monopólica, la compañía fundó a Nottingham House que funcionó desde 1802 hasta 1806 y luego en la cercana isla Potato erigió el puesto comercial Fort Wedderburn en 1815 —que funcionó hasta 1821, por haberse fusionado con la compañía rival en el segundo Fort Chipewyan que había sido construido en 1798— y a partir de 1810 comenzarían a llegar los nuevos peniques de cobre «del barco» del chelín colonial.
Además colaboró en la desastrosa expedición Coppermine hacia el Ártico de John Franklin y sus subalternos George Back y John Richardson, y la primera organizada por la Marina Real británica que comenzó en 1819 y erigió en 1820 el efímero Fort Enterprise en las fuentes del río Coppermine y que funcionó mal abastecida por dicha compañía y su competidora que estaban inmersas en la guerra del Pemmican (desde 1812, luego se unieron en 1821 pero el establecimiento se abandonaría en 1822).

## Historia comercial de la Compañía del Noroeste

### La Compañía del Noroeste en Tierra de Rupert y el chelín colonial también en el Territorio Noroccidental
En Tierra de Rupert de la compañía privilegiada, específicamente en la región actual centro-sur canadiense, las compañías rivales o competidoras y  los comerciantes particulares llamados comúnmente pedlars o buhoneros, en el noroeste del lago Superior y al occidente de la actual Ontario, fundaron a Fort Charlotte en 1767, además en la parte meridional del actual Manitoba, se construyó al primer Fort des Épinettes en 1768 sobre la orilla sur del río Assiniboine —también llamado Assiniboine House o Pine House, ubicado entre la presente Brandon y la desembocadura del río Souris y sería cerrado en 1781 por una epidemia de viruela— y en la actual Saskatchewan, erigieron el puesto Île-à-la-Crosse en 1776 en la península norte del lago homónimo con forma de Y del río Churchill.
Sobre la orilla derecha del río Saskatchewan, antes de la bifurcación o confluencia que está río arriba, cuando estaban operando varios pedlars en la zona hacia 1775, notaron varias desventajas debidas a la competencia y decidieron formar un consorcio hacia 1776, por lo que se unificaron en Fort St. Louis —próximo al citado puesto francés Fort de la Corne que había funcionado hasta 1759 y a unos 50 km al oeste del efímero Fort La Jonquière de 1751 a 1753, posteriormente también se fundó cerca el primer Fuerte Carlton en 1795 de la compañía privilegiada— y en el mismo año también construyeron a Fort Sturgeon a orillas del río Saskatchewan Norte, cuando viene desde el oeste a unos 35 km de la confluencia con el homónimo del sur, pero incendiado en 1781 por los aborígenes, se reconstruyó un poco más hacia el este, en la orilla norte del mismo río y enfrente de la isla Betts (que funcionó hasta 1791 y también se los conocía como Fort Pond, Fort la Prairie, Fort des Prairies o Lower Settlement e inicialmente estaba ubicado a unos 7 km oeste de la actual Prince Albert y luego a unos 2 km de la misma ciudad).
Luego de fusionarse casi todas en la Compañía del Noroeste en 1779 con sede en Montreal, en la costa sudoccidental del lago Green que está conectado a través del río Green con el río Beaver, construyeron a Green Lake House en 1782 —y en 1799 se mudaría a la costa noreste ya que en la costa noroccidental del lago la compañía privilegiada fundaría a Essex House ese año, al igual que en el vecino lago Meadow a Bolsover House que funcionó hasta 1801, y la primera sería quemada en 1806 por su rival, luego reconstruida en 1810 a 1811 y en 1815 a 1821— y el citado Fort Charlotte pasó a ser el centro de la nueva compañía en 1784 y se lo renombró como Grand Portage (pero por cuestiones fronterizas con los estadounidenses se lo mudaría un poco más hacia el norte, en Fort William en 1803).
En el río Saskatchewan Sur se erigió al primer Holmes House hacia 1780 —cerca de un puesto comercial competidor llamado Fort des Isles que fue construido por un pedlar y luego se erigió al primer South Branch House en 1785 de la compañía privilegiada (que funcionó hasta 1795), por lo que en aquella fecha las otras dos se mudaron al lado opuesto río abajo y se fusionaron en el segundo Holmes House, pero en 1805 sería reconstruida a unos 10 km río arriba como el tercer Homes House o bien South Branch House de la Compañía del Noroeste, cerca del segundo Fuerte Carlton de la compañía privilegiada, el cual se mudaría nuevamente en 1810).
También reconstruyeron sobre el río Assiniboine a 1 km río arriba al segundo Fort des Épinettes en 1785 pero cerró en 1793 o 1794 —cerca se instaló al primer Brandon House de la compañía privilegiada en 1793 en la orilla norte del río, enfrente de la desembocadura del río Souris, y en 1811 se trasladaría al sur como el segundo Brandon House, a unos 10 km río arriba del Souris, en su orilla oeste— y en la orilla opuesta se instaló Fort La Souris en 1798 de la Compañía XY —que se fusionaría a la Compañía del Noroeste en 1804— y aquel fue trasladado con el nombre de Fort Assiniboine o tercer Fort des Épinettes al sitio original en 1807 (pero sería clausurado en 1811 para unificarse en el segundo Fort La Souris, enfrente del segundo Brandon House pero en la orilla este, en donde al fusionarse ambas compañías se unificaron en 1821 hasta 1828, por mudarse al tercer Brandon House, a 15 km río arriba del Assiniboine del sitio original pero en la orilla sur).
En los tres lagos conectados por el río Churchill erigieron a Pine House en 1786 en la costa occidental del lago alargado del mismo nombre, entre los pequeños lagos Sandy y Sandfly, a unos 60 km oesnoroeste del lago La Ronge, y en el mismo año, en el este de una isla fluvial de difícil acceso del río Saskatchewan Norte fundaron a Pine Island Fort —a unos 50 km al este de la actual Lloydminster, y estaba ubicado cerca del de la compañía privilegiada llamado Manchester House del mismo año, en el oeste de la misma isla— pero este y el del rival serían abandonados en 1793 que por ser aliados de los crees sufrieron un saqueo de aborígenes gros ventres y mandan por estar en guerra con aquellos.
Posteriormente al ataque citado se mudaron, en la actual Alberta, a unos 193 km río arriba hacia Fort George que había sido fundado a principios de 1792 (próximo al puesto comercial Buckingham House de la compañía privilegiada, erigido en octubre del mismo año, y cerca del actual Elk Point) pero lo mudarían en 1800 al nuevo puesto Fort de l'Isle vecino a otro puesto de la Compañía XY de 1799 (y al de la compañía privilegiada y estaban a unos 11 km norte de la actual Myrnam) y que también serían abandonados en 1808, para instalarse río abajo en el puesto Fort Vermilion fundado en 1802 a orillas del río homónimo (y que era vecino de Paint Creek House de la compañía privilegiada, funcionarían hasta 1816 y estaban a unos 13 km de la frontera interprovincial, cerca de la actual Marwayne).
En el río Qu'Appelle, a unos 20 km de su desembocadura en el río Assiniboine, se fundó a Fort Espérance en 1787, y en el norte de las actuales Dakota del Norte y Minnesota, se erigió en la orilla oriental del río Rojo del Norte al primer Fort Pembina hacia 1788 —y cerca en la misma orilla oriental se erigiría en 1793 a Fort Skene de la compañía privilegiada— luego se mudó definitivamente a la orilla occidental del río como el segundo Fort Pembina (e inmediatamente al sur los colonos de Selkirk fundaron a Fort Daer en 1812 y todos se fusionaron en 1821 en la compañía privilegiada y operó hasta 1870, para que Canadá y Estados Unidos determinaran que era parte del segundo en 1872). En el sur de la actual Manitoba, se fundó a Fort Bas de la Rivière en 1792 en la orilla occidental de la desembocadura del río Winnipeg en el extremo sur del lago Winnipeg (cerca del segundo Fort Maurepas que era un antiguo puesto francés hacia 1740 a 1754, y posteriormente se erigiría a Fort Alexander hacia 1799 de la compañía privilegiada pero cuando se fusionaron ambas compañías solo funcionó el de la Compañía del Noroeste pero con el nombre del de la privilegiada).
En el Territorio Noroccidental, en norte de la actual Alberta, gracias al explorador estadounidense Peter Pond que pasaría a ser uno de los socios de la compañía, en una zona entre la orilla oriental del río Athabasca y el lago La Biche había erigido a Pond House en 1778 (pero funcionó hasta 1788), posteriormente sobre la orilla meridional del río Athabasca se fundó hacia 1786 a Fort Assiniboine (al sur del actual Holmes Crossing y a unos 100 km noroeste de Edmonton, pero al fusionarse ambas compañías en 1821, en 1823 se lo reubicó en la orilla norte a unos 6 km río arriba, en el actual sitio de Fort Assiniboine).
A través del portaje Methye, que comunicaba por tierra para llevar canoas entre vías fluviales, en este caso desde el lago La Loche o Methy con el alto río Clearwater, el explorador Alexander Mackenzie pudo fundar en 1788 al primer Fort Chipewyan —actual Old Fort Point— en la costa suroeste del extremo occidental del lago Athabasca, aunque sería trasladado a la costa noroeste del mismo lago como el segundo Fort Chipewyan en 1798 (y en la cercana isla English de la salida del lago, la compañía privilegiada fundó Nottingham House que funcionó de 1802 a 1806 y luego en la cercana isla Potato el puesto comercial Fort Wedderburn de 1815 a 1821, por haberse fusionado en el de la rival).
En el Gran Lago del Esclavo se había fundado el primer Fort Providence en 1786 (que funcionó hasta 1823 y pasó a llamarse Old Fort Providence que sería utilizado por varios expedicionarios), ubicado en la orilla oeste de la bahía homónima del norte, en 1789 la misma compañía peletera envió la expedición de Alexander Mackenzie hacia el norte que descubrió la desembocadura del que se llamaría río Mackenzie en el océano Ártico. Más hacia el norte, en el extremo oeste del Gran Lago del Oso se fundó el fuerte Big Beer River Post en 1799, cerca de la cabecera del gran río del Oso que se abandonaría hacia 1804 —pero en 1825 la expedición Río Mackenzie de John Franklin, la segunda hacia el Ártico, erigiría en el lugar a Fort Franklin que actualmente se llama Délı̨nę— al mismo tiempo en el sitio de comercio de pieles de 1803 en la confluencia del río Mackenzie con el río Liard fundaron a Fort of the Forks en 1804 (renombrado en 1822 como Fort Simpson).
Hacia el oeste, en la orilla sur del río de la Paz o Peace, al oeste de la desembocadura del río Wabasca, aguas arriba de los saltos Vermilion se había fundado a Fort Vermilion en 1788 y en 1792 la expedición de Alexander MacKenzie hacia el océano Pacífico había establecido a Fort Fork en la orilla oriental del mismo río, al sur de su confluencia con el río Smoky (a unos 5 km río arriba de la actual Peace River).
Antes de llegar desde el sur al portaje Methye, en Tierra de Rupert, la compañía había fundado en 1790 en la orilla sudoeste del lago Peter Pond a Lac des Boeufs Post (Posta del Lago Búfalo, actual Dillon). Posteriormente a orillas del río Saskatchewan Norte, también habían fundado en 1795 al primer Fort Augustus, unos meses antes del de su rival, al igual que en 1793 había erigido un puesto comercial cerca también del citado puesto de casi veinte años de la compañía privilegiada en el lago Cumberland del actual Saskatchewan.
Limitando con el distrito de East Main de la compañía privilegiada, había resurgido en 1788 a Fort Témiscamingue en la orilla oriental del lago Timiskaming —fundado por los franceses al oeste hacia 1679 hasta 1689, refundado al este en 1720— y le arrendaron por veinte años los establecimientos comerciales en 1802 de Moar o Showapam o bien «Puesto de Ashúapmushuan», ubicado sobre el afluente homónimo noroeste del lago Saint-Jean, cerca del lago del mismo nombre y a mitad de camino de la bahía James —hasta 1822 y de 1831 a 1850, había sido fundado por los franceses en 1685 y había pasado a los británicos en 1763— y también a Seven Islands Post o bien «Puesto de Sept-Îles» —hasta 1822, 1831 a 1859 y 1870, había sido fundado por un jesuita como la misión L'Ange-Garden en 1650, luego se instalaron puestos comerciales en 1658 y por Louis Jolliet en 1679— a orillas del estuario de San Lorenzo. Sobre el río San Lorenzo, frente a la isla de Havre del archipiélago de Mingan y de la isla de Anticosti, erigieron el «Puesto de Mingan» desde 1807 (hasta 1873).
Nuevamente en Territorio Noroccidental pero más hacia el norte aún, erigieron al primer Fort Good Hope en 1804 en la confluencia del río Arctic Red con el Mackenzie pero hacia 1818 fue trasladado al este a unos 130 km río arriba, en la orilla occidental del río Mackenzie cuando viene del sur y dobla al oeste para juntarse con el citado Arctic Red y el Peel —es el presente Old Fort Good Hope, ya que se volvería a reubicar al sur en 1836 a unos 150 km río arriba en la orilla oriental, a unos 145 km noroeste del actual Norman Wells— y a partir de 1810 comenzarían a llegar los nuevos peniques de cobre «del barco» del chelín colonial, además posteriormente erigieron a Fort Resolution en 1819 en la orilla meridional del Gran Lago del Esclavo, ubicado al oeste de la desembocadura del río de los Esclavos.

### Los dólares españoles en la isla de Vancouver novohispana
Por otro lado, en la pequeña isla de Nutca, adyacente a la gran isla de Vancouver, en 1788 comenzó a circular los dólares españoles que se habían transformado en una moneda internacional, ya que se fundó un establecimiento británico llamado Friendly Cove para hacer un comercio con las pieles de nutria y castor entre los aborígenes Nuu-chah-nulth con los chinos pero fueron desalojados por los españoles en 1789, al mando del capitán español Esteban José Martínez que construyó una batería de cañones y un establecimiento llamado Santa Cruz de Nuca pero el cual sería desmantelado a los tres meses por orden virreinal novohispana.
Otro capitán español llamado Pedro Alberni, al mando de la Primera Compañía Franca de Voluntarios de Cataluña, reconstruyó el asentamiento y fundó en 1790 el vecino Fuerte de San Miguel de Nutca con ayuda de Macuina, líder de los Nuu-chah-nulth que hacían un comercio marítimo de pieles con los rusos, portugueses y británicos desde 1785, y de esta manera Alberni fue nombrado en 1791 por el virrey como primer gobernador del nominal Territorio de Nutca que quedaría anexado al Virreinato de Nueva España hasta abril de 1796, que por las Convenciones de Nutca lo dejó a la colonización británica y española de la costa nororiental del Pacífico desde Oregón hasta Alaska, pero al abandonarse la isla de Vancouver y no colonizar los españoles más allá de la misma, el jefe Macuina volvió a tomar posesión de su isla.

### La Compañía del Noroeste y el chelín colonial en los distritos de Nueva Caledonia y Columbia
En los distritos de la Nueva Caledonia y de Columbia u Oregón con el comienzo de las guerras napoleónicas en Europa a partir de 1803, distrajo los esfuerzos colonizadores del territorio pero ya habían pasado a ser posesiones británicas no incorporadas y explotadas por la Compañía del Noroeste, al erigir el explorador Alexander Mackenzie desde el norte a orillas del río de la Paz o Peace al citado Fort Fork en 1792 que finalmente se lo mudó en 1805 río arriba como Fort Dunvegan (ambos en la actual Alberta) y a Fort St. John en 1794 (en la actual Columbia Británica, cerca de la frontera interprovincial).
Por el explorador Simon Fraser, que estaba al mando de las operaciones de la compañía al oeste de las Montañas Rocosas, junto a sus subalternos James McDougall y John Stuart erigieron en 1805 a Rocky Mountain Portage House o bien Hudson's Hope y a Trout Lake Fort, La Malice Fort, Fort McLeod o bien McLeod Lake, y en el mismo año hacia el norte, cerca de la confluencia de los ríos Nelson, Muskwa y Prophet se fundó a Fort Nelson.
Posteriormente, Fraser y sus hombres erigieron a Rocky Mountain House o bien Fort St. James en 1806 al sureste del lago Stuart, a Fort Fraser cerca del lago homónimo y el río Nechako, cuando viene del sur y dobla hacia el este para confluir en el río Fraser que viene desde el sur, y a Fort George o Prince George en la confluencia de ambos ríos, en 1807. En 1813 se erigió el puesto comercial Rocky Mountain House cuyo nombre fue cambiado al año siguiente por el de Jasper House a orillas del alto río Athabasca (en el oeste de la actual Alberta, cerca de la frontera interprovincial).
En el distrito de Columbia bajo la dirección del explorador David Thompson de la compañía se construyó —en el sureste de la actual Columbia Británica— a Kootanae House en 1807 (que funcionó hasta 1812, cerca de la actual Invermere, próxima a la frontera interprovincial), luego se erigieron dos factorías en 1809 —en el extremo norte de la actual Idaho— a Kullyspell House en la península Hope de la costa noreste del lago Pend Oreille, cerca de la desembocadura del río Clark Fork (pero sería abandonado en 1811) y a orillas de este mismo río —en el oeste de la actual Montana— a Saleesh House o Flathead Post y por último se creó —en el este del actual Washington— al primer Spokane House en 1810 en la península que se forma en la desembocadura del río Little Spokane con el Spokane (hasta 1813).
En 1811 río arriba del río Spokane los estadounidenses fundaron a Fort Spokane y en el origen del río Thompson a Fort Cumcloups por lo que en el mismo año la Compañía del Noroeste fundó cerca a Fort Shuswap pero ambos fueron traspasados en 1813 a los británicos (que se unificaron los dos fuertes británicos en los puestos estadounidenses bajo los nombres del segundo Spokane House y actualmente está simplificado en Spokane, y el otro bajo el mismo nombre, pero luego de la fusión con la compañía privilegiada se lo llamó Thompson River Post o Fort Thompson o bien Fort Kamloops), por lo que en todos estos y aquellos puestos comerciales comenzarían a usarse las escasas «monedas de busto» coloniales y de la libra esterlina desde 1805 y luego los nuevos peniques de cobre «del barco» del chelín colonial desde 1810.

### El dólar estadounidense en la senda de Oregón, nueva frontera internacional y el dólar de oro local
La senda de Oregón fue descubierta por el novohispano Manuel Lisa devenido en explorador estadounidense, luego de la compra de Luisiana en 1803 por los Estados Unidos al Primer Imperio francés que recientemente lo había vuelto a adquirir del Imperio español en 1804, para traspasarlo inmediatamente. Luego colaboró con la expedición de Lewis y Clark que construyó dos establecimientos: Fuerte Mandan en 1804 —en el centro de la actual Dakota del Norte, a orillas del alto río Misuri y al oeste de lo que sería la «colonia del Río Rojo»— y Fort Clatsop en 1805 en la costa del océano Pacífico pero solo fueron funcionales hasta 1806, cesando la presencia de monedas y billetes de dólares estadounidenses en la región, junto a los dólares españoles o reales de a ocho novohispanos del cual había surgido.
Posteriormente el explorador Lisa fundó la Missouri Fur Company en 1809 con base en San Luis y quien había erigido en 1807 a Fort Raymond en la confluencia de los ríos Bighorn y Yellowstone —en el oeste de la actual Montana, reconstruido como Fort Benton en 1821 hasta 1823 y desde 1846 como Fort Lewis para retomar el anterior— el cual era una nueva avanzada del viejo Oeste hacia el territorio de Oregón pero retrocedió ya que fue trasladado al incipiente Fort Lisa en 1810 sobre el río Misuri, entre las desembocaduras de los ríos Pequeño Misuri y el Knife —en el oeste de la actual Dakota del Norte— y al surgir problemas con los aborígenes locales lo trasladó nuevamente río abajo —en el este de la actual Nebraska— y lo llamó también Fort Lisa en 1812.
En la zona meridional oregoniana de los ríos Columbia-Snake volvió a circular el dólar estadounidense desde 1811 con las fundaciones de Fort Spokane, de Fort Okanogan en la desembocadura del río Okanogan en el Columbia y de Fort Astoria en la desembocadura de este último río, a cargo del empresario germano-estadounidense John Jacob Astor, fundador y dueño de la mitad de las acciones de la Pacific Fur Company en 1810 que era una filial de la American Fur Company fundada en 1808 y exclusiva suya, ambas con sede en Nueva York, y por un empleado de la compañía, el comerciante escocés-canadiense Alexander Ross, en mayo del mismo año fundó a Fort Cumcloups en el origen del río Thompson (cerca y en el mismo año se fundó el puesto británico de Fort Shuswap, fusionados ambos en el primero y luego con la privilegiada se lo llamó Thompson River Post o Fort Thompson o bien Fort Kamloops).
Pero luego de la guerra anglo-estadounidense de 1812 los puestos comerciales citados fueron vendidos a la Compañía del Noroeste en 1813 —hacia el este, en el occidente del lago Superior y en la desembocadura del río Saint Louis, donde operaba la Compañía del Noroeste, la American Fur Company fundó Fond du Lac en 1817 y se lo vendería a la Missouri Fur Company en 1842— y luego del Tratado Adams-Onís de límites hispano-estadounidense, este adquirió los derechos españoles en la zona en 1819, aunque pasarían algunas décadas para volver a colonizar el territorio.
Nuevamente volvería a circular el dólar estadounidense gracias a otro avance en el vecino territorio no organizado de la antigua Luisiana —en el centro de la actual Dakota del Norte— ya que la American Fur Company fundó Fort Clarck Trading Post en 1830 a orillas del río Misuri, cerca de un asentamiento mandan —que por la epidemia de viruela en las Grandes Llanuras de 1837 traída por el barco de vapor St. Peters prácticamente se despobló por fallecimientos y fue repoblado por la tribu arikara, y el fuerte fue abandonado por disolución de la compañía en 1847 pero sería reconstruido cerca por un comerciante particular en 1850 hasta 1861— y además a través de la senda de Oregón hubo otro avance con las fundaciones en 1834 de Fort Hall en la orilla oriental del río Snake y de Fort William en la isla fluvial de Wapato o Sauvie, al norte de la desembocadura del río Willamette en el río Columbia cuando dobla hacia el norte.
Posteriormente la American Board of Commissioners for Foreign Missions con sede en Boston crearon en 1836 las misiones presbiterianas estadounidenses de Henry H. Spalding en la aldea de Lapwai de aborígenes nez percé conocida como «Misión Spalding» y del doctor Marcus Whitman en la aldea de Waiilatpu de amerindios cayuses más conocida como «Misión Whitman». Cuando los fuertes fueron vendidos a la Compañía de la Bahía de Hudson en 1837, las misiones pasaron a ser controladas por la compañía privilegiada británica (hasta 1844), y en 1838 el comerciante Archibald McDonald, empleado de la misma, aconsejó un lugar para la fundación de la «Misión Tshimakain» y en 1841 erigieron la frustrada «Misión Smith» que finalmente se quedó como una simple granja que daría origen a un pueblo (en 1851).
Adyacente a aquel último fuerte del río Columbia y al sureste de la desembocadura del río Willamette, los estadounidenses volvieron con la fundación de Portland en 1844, hasta que por el tratado de límites de 1846, año en que se dividió el territorio litigado en dos, se extendió legalmente el uso del dólar hasta el paralelo 49 norte, por lo que la citada Misión Whitman pasó a ser controlada por los estadounidenses nuevamente, aunque luego de una epidemia de sarampión, los misioneros y colonizadores fueron asesinados por los aborígenes en 1847 y consecuentemente la «Misión Tshimakain» fue abandonada en 1848 (y repoblada en 1874).
Con la isla de Vancouver para protegerla de una anexión estadounidense se la convirtió nominalmente en una colonia de la Corona en 1849, por lo que se fundó en el extremo norte a Fort Rupert, y en este año el nuevo Territorio de Oregón acuñó sus propias «monedas del Castor» de oro del dólar oregoniano, con ceca de Oregón City (y que circularían ilegalmente hasta 1864). La nominal Colonia de la Isla de Vancouver siguió siendo administrada por la fusionada Compañía de la Bahía de Hudson y por lo tanto seguían circulando las monedas de plata del chelín colonial que solo se usaban en los puestos comerciales hasta que comenzarían a escasear y los tokens de la libra bahiense entre toda la población, ya que el papel moneda solo lo usaban los descendientes de europeos (ambos hasta 1865).

### Fichas monetiformes de la Compañía del Noroeste
La Compañía del Noroeste fundó los últimos establecimientos comerciales antes de desaparecer, en el distrito de Columbia bajo la dirección de los exploradores escocés-canadienses Donald Mackenzie y Alexander Ross, exempleado de la estadounidense Pacific Fur Company, se erigió a Fort Nez Percés en 1818, en la orilla izquierda del río Snake, y en el distrito de Nueva Caledonia cuando el río Fraser que viene del sureste y luego va hacia el oeste para dar una vuelta completa y dirigirse hacia el sur, se construyó en su orilla oriental al último puesto comercial de la compañía que llamaron Fort Alexandria a principios de 1821 (funcionó hasta 1867, ubicado a unos 74 km noroeste de la actual Williams Lake).
Además la compañía había acuñado unos tokens propios de latón o de cobre, con ceca en Birmingham en 1820, llamados token «piel de castor» del Noroeste (Northwest beaver pelt token, en inglés) que circuló en el Territorio Noroccidental, en los citados distritos del oeste y en los aislados establecimientos orientales hasta que en julio de 1821, por haberse fusionado obligatoriamente a la Compañía de la Bahía de Hudson, también comenzó a usarse en la zona de la otra compañía como la Tierra de Rupert con las costas de la bahía de Hudson y el distrito de Eastmain.

## Historia  de la fusión forzada de ambas compañías

### Fusión forzada de las compañías, la libra colonial propia, el dólar del ancla y el chelín colonial
En el Territorio Noroccidental, que las compañías competidoras habían colaborado en 1819 en la desastrosa expedición Coppermine hacia el Ártico, erigieron en 1820 al efímero Fort Enterprise en las fuentes del río Coppermine. La compañía unificada desde 1821 lo abandonó por el poco interés comercial en 1822 pero siguió estableciendo puestos comerciales por la extensa región que pasó a administrar uniéndose en la York Factory Express, en donde comenzaba a circular el dólar del ancla entre los descendiente de europeos, como ser en el antedicho territorio con sus distritos de Nueva Caledonia-Columbia y en  Tierra de Rupert con su distrito de East Main.
Al mismo tiempo la compañía británica fusionada que ya administraba una extensa región y que originalmente usaba la piel de castor como dinero mercancía con los aborígenes, en 1820 había emitido en Londres papel moneda de su unidad monetaria propia o bien billetes de la libra de la bahía de Hudson (Hudson's Bay pounds, en inglés), pero al principio fue una unidad de cuenta hasta que una vez refrendada en York Factory del río Hayes comenzó a circular físicamente recién desde 1823, aunque sus fracciones de latón de «castor hecho» se utilizaron desde julio de 1821, ya que eran las reutilizaciones de las originales de la desaparecida Compañía del Noroeste acuñadas en Birmingham de 1820, sumadas a las reacuñaciones de las mismas fichas monetiformes o tokens a partir de 1822.
Hacia el este, al sur del distrito de East Main y en la jurisdicción de la provincia de Bajo Canadá, luego de la fusión conservaron desde 1821 a 1822 el arrendamiento del «Puesto de Ashúapmushuan», que estaba ubicado cerca del lago homónimo y sobre el afluente del mismo nombre que desemboca en el noroeste del lago Saint-Jean (se renovaría en 1831 hasta 1850) y sobre el río San Lorenzo, frente a la isla de Havre del archipiélago de Mingan y de la isla de Anticosti, conservaron el «Puesto de Mingan» (hasta 1873), y para mantener el monopolio y los privilegios las compañías fusionadas debieron mantener el nombre de Compañía de la Bahía de Hudson.
Hacia el oeste, en el interior del antiguo distrito devenido en el departamento de Nueva Caledonia, nominalmente con sus costas pacíficas y las islas de la Reina Carlota, también se utilizaron entre los descendientes de europeos los billetes de la libra de la Bahía de Hudson (al principio como unidad de cuenta) y el dólar del ancla de la América británica desde 1822 entre los puestos comerciales. Al mismo tiempo fueron erigidos tres establecimientos para extender el comercio hacia el norte y el oeste, estos eran el primer Fort Babine o Fort Kilmaurs en 1822 ubicado a orillas del río homónimo que se origina en el norte del lago Babine y desemboca en el río Skeena (cuando fue trasladado en 1836 hacia en norte como el segundo Fort Babine, pasó a ser Old Fort), Fort Connelly en 1826 en el norte del lago homónimo que está a su vez al norte del antedicho lago Babine, y finalmente por el futuro gobernador James Douglas a Fort Chilcotin en 1836 en la confluencia de los ríos Chilko y Chilcotin (sería trasladado en 1844 cerca de los lagos Kluskus que son drenados por el río West Road hacia el río Fraser, por lo que se renombró como Fort Kluskus pero tampoco tuvo mucho éxito comercial).
Esos tres puestos comerciales se establecieron en un intento de interceptar o detener el flujo de pieles de comerciantes independientes desde el interior hacia la costa, en donde los comerciantes marítimos de pieles estadounidenses las compraban a precios altos. Mientras tanto el explorador Peter Warren Dease de la compañía, actuando como consejero, ayudó a construir en 1830 a Fort Halkett —cerca de la actual frontera norte britanocolombiana— en la confluencia del río Smith con el río Liard (entre las confluencias de los ríos Toad y Coal y a unos 200 km oesnoroeste de Fort Nelson) y en 1831 comenzaban a llegar los peniques de plata del chelín colonial.
Para avanzar también en los territorios más sureños del departamento de Columbia, la compañía había erigido a los  fuertes Vancouver en 1824, a Colville en 1825 y a Oregón en 1829, y en donde comenzó a circular también entre los de ascendencia europea los billetes de la libra de la Bahía de Hudson y el dólar del ancla pero a falta de nuevas acuñaciones sería remplazado gradualmente desde 1831 por los peniques de plata del chelín colonial, el cual se fue extendiendo hacia el sur por la fundación del fuerte Umpqua en 1832, de Fort Nisqually del estrecho de Puget en 1833 y del fuerte Boise en 1834 y además compraron al estadounidense Nathaniel Jarvis Wyeth a Fort Hall y a Fort William en 1837.
También se expandió a la península de Labrador ya que fundó en el norte, dentro de su jurisdicción privilegiada del este, a Fort Chimo en 1830, en donde circularía la libra de la bahía, el dólar del ancla y desde 1831 el chelín colonial, y en la Costa de Labrador —dentro de la jurisdicción de la colonia de Terranova desde 1809— erigieron dos establecimientos en 1836, en Rigolet ubicado en el Hamilton Inlet que conecta dicho lago de agua dulce con la bahía Groswater y a Fort Smith o North West River Post —en ambos sitios fueron donde Louis Fornel había fundado establecimientos franceses llamados Rigolet y Fort Esquimaux Baie o Fort Montagnais Point a modo de señorío en 1735 y 1743 respectivamente, cerca de una comunidad inuit y fueron perdidos con toda Nueva Francia a manos británicas en 1763— en la desembocadura del río North West en el fondo del lago Melville.
En 1837 para competir con comerciantes independientes en la misma Costa de Labrador la compañía construyó la factoría The Post o bien Postville a unos 53 km adentro de la bahía Kaipokok —y del antiguo puesto del francés antes citado que había fundado en la entrada un puesto comercial en Kaipokok en 1743 y que fue perdido en 1763, luego fue repoblado por comerciantes independientes del Bajo Canadá en 1785 y por los misioneros cristianos de la Hermandad de Moravia de Herrnhut en 1795, que ya estaban instalados en Nain desde 1771 a unos 120 km noroeste de Postville en Kaipokok, en Okak desde 1776 a 220 km noroeste, en Agvituk o bien Hopedale desde 1782 a unos 60 km noroeste, posteriormente en Hebron en 1827 en el extremo norte y a unos 320 km noroeste, y a Makkovik a unos 40 km noreste, que poblado por comerciantes independientes desde 1860, establecieron la misión en 1896— al año siguiente, en 1838 erigió dos establecimientos, uno en Aillik ubicado a unos 20 km noreste del establecimiento Kaipokok, en la punta de la península derecha de la entrada a dicha bahía, y otro en Tigaraxhook o bien Ittilliarsuk a unos 40 km al noroeste de Postville (ambas en la jurisdicción de la colonia de Terranova), y en 1868 construyó en el extremo norte del litoral a Nachvak a unos 600 km noreste (que cerró en 1905).

### Expansión hacia el Ártico, el Pacífico y acuñación de nuevos monetiformes de la compañía
Hacia el norte, la expedición Río Mackenzie del capitán británico John Franklin de la Marina Real británica en 1825 que era la segunda hacia el Ártico, había erigido a Fort Franklin (que actualmente se llama Délı̨nę) y en la siguiente expedición del explorador Dease de la compañía en 1836, se construyó en la orilla norte de la desembocadura del río Dease en el brazo homónimo del noreste del Gran Lago del Oso, a Fort Confidence en 1837 (que se destruyó definitivamente por el fuego en 1911), luego el explorador John Bell de la compañía erigió a Fort McPherson en 1839 en la desembocadura del río Peel. Nuevamente en la región del Ártico, en 1845 la Marina Real británica organizó la cuarta expedición de Franklin que terminó con el fallecimiento de todos los integrantes en 1848.
En 1850 se instaló la misión católica de la tribu yellowknives en la aldea Sault River ubicada en la desembocadura del río Sault en el lado oeste del río de los Esclavos y que había sido fundada hacia 1799 por el líder métis Francisco Beaulieu II —un longevo cristiano de padre francocanadiense y madre con mezcla chipewyan y cree, y además era cuñado del líder antecesor— por lo que la compañía privilegiada ya le había concedido (después de 1827) al jefe Beaulieu el monopolio del comercio de la sal con la misma.
A la misma altura pero en lo que sería el territorio de Yukón (establecido recién en 1898 por la fiebre del oro de Klondike) se fundó a Lapierre House en 1846 a orillas de un afluente del curso superior del río Porcupine, luego se erigió a Fort Yukón en 1847, pero por error de cálculos quedó dentro de la América rusa de entonces ubicado al este de la confluencia de los ríos Yukón y Porcupine y por otro lado el explorador Robert Campbell construyó dos puestos comerciales de la compañía, uno era Fort Frances en 1842 en el lago homónimo que desagua por el río del mismo nombre al río Liard (a unos 270 km al estenoreste de la actual Whitehorse) y el otro era Fort Selkirk en 1848, en la confluencia del alto río Yukón con el río Pelly (funcionó hasta 1852, por ser destruido por los tlingit, restablecido 1889 y ubicado a unos 300 km al noroeste de la actual Whitehorse). Si bien entre los aborígenes comerciantes de pieles rechazaban las monedas o billetes europeos, sí aceptaban las reacuñaciones del token «del castor» que agujereaban en un extremo y se los colgaban al cuello para luego adquirir insumos en las factorías a razón de medio penique por ficha.
En la costa pacífica de Nueva Caledonia se construyó a Fort Langley en 1827 al sur del bajo río Fraser cerca de su desembocadura, el empleado de la compañía Peter Skene Ogden erigió al primer Fort Simpson en 1830 cerca de la desembocadura del río Nass, además se fundó a Fort McLoughlin en 1833 en la isla Campbell y los rusos le arrendaron el puesto comercial que renombraron Fort Stikine en 1839 hasta 1843 —el gobernador ruso-alemán Ferdinand von Wrangel, director jefe de la Compañía ruso-americana, lo fundó en 1834 con el nombre de «Reducto de San Dionisio» y en 1867 pasaría a manos estadounidenses con el nombre de Wrangel— ubicado en el extremo norte de la isla de Wrangel del archipiélago Alexander y enfrente de la desembocadura del río Stikine del Mango de Alaska que si bien formaba parte de la América rusa, era el territorio de la tribu tlingit.
Posteriormente se acuñaron las nuevas fichas comerciales monetiformes o tokens de «castor hecho» (made beaver tokens, en inglés) que inicialmente en 1854 era para el distrito comercial de East Main que comprendía las tierras del noreste y sur de la bahía de Hudson pero finalmente se extendió a la Tierra de Rupert, al noroeste y a la costa del Pacífico y se usaron en toda la región de la compañía privilegiada desde 1857 hasta 1870.
La compañía privilegiada mandó nuevamente al Ártico a fundar en 1861 a Fort Anderson que estaba ubicado en la orilla oriental del río Anderson (que nace en el lago Colville), a unos 183 km de la desembocadura al sur de la bahía de Liverpool del mar de Beaufort (pero por la baja rentabilidad del comercio de pieles con los inuit tuvieron que cerrarlo en 1866). Hacia 1863 se fundó a Providence como una reducción del pueblo slave de los Misioneros Oblatos de María Inmaculada en el origen del río Mackenzie y en la isla de la fuente del mismo desde el Gran Lago del Esclavo se erigió también un establecimiento comercial de la compañía llamada Big Island Post, luego en 1867 se unieron a la misión católica las monjas grises de las Hermanas de la Caridad de Montreal, para abrir un internado y un orfanato, y la compañía se mudó de lugar hacia dicha misión en 1868 y pasó a llamarse Fort Providence (el segundo del nombre y el primero que ya se conocía como Old Fort Providence cambió a Yellowknife en 1936).

### Pérdidas territoriales, dólar britanocolombiano y unión al Dominio británico de Canadá
La isla de Vancouver había quedado deshabitada de europeos desde que los españoles habían abandonado el Fuerte de San Miguel de Nutca en abril de 1795 y la Compañía del Noroeste no fundó ninguna factoría en ella y cuando se fusionaron ambas en la Compañía de la Bahía de Hudson, esta todavía no había construido ningún establecimiento, hasta que se erigió en el extremo meridional de la isla a la fortaleza de Camosun o Victoria en 1843, a Fort Rupert en 1849 en extremo norte y luego a Colvile Town o Nanaimo en 1853, por lo que comenzarían a llegar las escasas monedas de libra esterlina, del dólar del ancla y principalmente las de plata del chelín colonial y la libra de la Bahía de Hudson con sus fracciones.
En el departamento de Nueva Caledonia, cerca de la nueva frontera por la pérdida del departamento de Columbia u Oregón en 1846, se fundó en el sur a Fort Hope en 1848 y en la isla Graham del archipiélago de la Reina Carlota se erigieron dos puestos comerciales en 1850, el de Masset en el norte de la misma —en 1876 se convirtió en una reducción anglicana de la Church Mission Society, año de la ley parlamentaria llamada Acta india— y el de Skidegate en el sureste de la isla, pero debido a la fiebre del oro del archipiélago por parte de estadounidenses en 1851, se constituyó desde 1853 en una nominal colonia de la Corona administrada por James Douglas que era miembro de la Compañía de la Bahía de Hudson y que también era el gobernador de la nominal Colonia de la Isla de Vancouver desde 1849, y en donde se utilizaron dichos tokens.
En 1858 con los territorios continentales e insulares de Nueva Caledonia se creó la nueva colonia de la Columbia Británica, el año que comenzó la fiebre del oro del cañón del Fraser, y que tenía como límite septentrional a los ríos Nass y Finlay, la cual seguiría utilizando solo los chelines coloniales hasta que comenzarían a escasear en 1861, fecha de la más importante fiebre del oro de la meseta Cariboo de la colonia, por lo que emitió papel moneda de su dólar britanocolombiano en 1862, cuando pasó a administrar el nórdico Territorio de Stikine (arrebatándoselo a la compañía privilegiada por la fiebre del oro del río Stikine y anexionado en 1863) y con amago de acuñación monetaria pero solo se hicieron modelos (patterns en inglés) ya que no se le dio permiso de hacerlo desde la metrópoli (en 1869 surgiría una nueva fiebre del oro en el río Omineca).
La otra nominal colonia de la Isla de Vancouver, que incluía a las islas del Golfo, seguía usando la libra de la Bahía de Hudson y los chelines coloniales pero también pasó a utilizar el dólar britanocolombiano desde 1863 y al no acuñar monedas propias ambas colonias usaron desde 1865 las del dólar canadiense y se unieron en una sola colonia con el nombre de Columbia Británica en 1866, para adherirse ambas —como lo habían hecho el año anterior los territorios remanentes de la compañía privilegiada— al Dominio británico de Canadá en 1871.
En 1869 la Compañía de la Bahía de Hudson tuvo que ceder Fort Yukón a los Estados Unidos de América y se trasladó a Rampart House (actual Old Rampart) a unos 150 km río arriba sobre el río Porcupine pero por error de cálculos aún seguía en la Alaska estadounidense, además en 1870 se fundó a unos 100 km río arriba del anterior y a orillas del mismo río a Old Crow, el mismo año en que dicha jurisdicción del Territorio Noroccidental y la Tierra de Rupert de la Compañía de la Bahía de Hudson, pasaron al Dominio canadiense como Territorios del Noroeste y comenzaron a circular sus dólares.
En 1870 la compañía que siguió en funcionamiento continuó con sus actividades, y en el noreste de la actual Alberta, erigió a Fort McMurray a unos 200 km al sur del lago Athabasca y en la confluencia de los ríos Athabasca, Clearwater, Hangingstone y Horse, y hacia el norte de aquel lago (cerca de la frontera septentrional actual) y en la orilla oeste del río de los Esclavos construyó como avanzada a Smith's Landing o bien Fort Fitzgerald en 1872, y en los actuales Territorios del Noroeste y cerca de su frontera sur, la compañía fundó a Fort Smith en 1874 en la orilla sur del mismo río que se incurva hacia el oeste y luego nuevamente hacia el norte, ubicado a 20 km sudoeste de la citada misión católica de Sault River que había sido creada en una aldea preexistente del métis Beaulieu en 1850 y se trasladó cerca de este último en 1876.
El Dominio de Canadá recibió de los británicos la posesión de la pequeña isla Killiniq en 1870, segregada de la colonia de Terranova, en el extremo norte de la Costa de Labrador —allí fundó a Port Burwell en la antigua aldea inuit de Killiniq en 1884, en donde se instaló en 1885 la Compañía de la Bahía de Hudson y en 1904 los misioneros moravos, pero fue despoblada en 1978— y también el archipiélago Ártico en 1880 (que para afianzar su posesión haría posteriormente la reubicación del Alto Ártico).
En la frontera estadounidense finalmente Canadá volvió a trasladar a aquel puesto comercial que seguía dentro de Alaska a unos 50 km río arriba sobre el río Porcupine en 1890 a la actual fronteriza Rampart House, que quedó equidistante entre Old Rampart y Old Crow, y en el mismo año la Pacific Steam Whaling Company fundó a Pauline Cove en la pequeña isla Herschel canadiense, adyacente a la costa de lo que sería el territorio de Yukón en 1898 y en 1912 la compañía privilegiada estableció un puesto comercial en Aklavik.
En 1913 erigió otro puesto en Kinngait en la isla Dorset, cercana a la península Foxe del sur de la isla de Baffin, y también en 1915 en aquella citada isla con el nombre de Herschel Island Post y en las islas Baillie, enfrente de los famosos acantilados Smoking Hills del cabo Bathurst del Ártico, que se lo conoció como Baillie Island Post o bien Maitland Point (cerraría en 1941) y en 1916 en dos antiguas aldeas inuit, una en Baker Lake del lago Baker (la Real Policía Montada de Canadá desde 1915) y otra en la de Repulse Bay o Naujaat a orillas de la bahía Repulse en el sur de la península de Melville.
Por otro lado, en la desembocadura del río Coppermine recién se fundaría un puesto comercial particular llamado Fort Hearne en 1917 y la compañía fundó otros cinco puestos comerciales en 1921, uno llamado Bathurst Inlet en la ensenada homónima de la actual región Kitikmeot, otro llamado Cambridge Bay en la vecina isla Victoria y los otros tres en la isla de Baffin, uno en la antigua aldea inuit Mittimatalik que llamaron Pond Inlet en la ensenada del mismo nombre en el extremo norte de la isla, enfrente de la isla Bylot, otro en Pangnirtung en el este de la misma (la Real Policía Montada de Canadá desde 1919) y en Amadjuak en el sur isleño a orillas del estrecho de Hudson (pero cerró en 1933).
También la compañía se instalaría en 1926 en Padlei en el interior del noroeste de la bahía de Hudson, luego en dos lugares en 1927, uno en Gjoa Haven y otro en el citado Fort Hearne (o Coppermine desde 1930 o bien Kugluktuk), en 1928 en Fort Brabant o Fort Collinson en el noroeste de la isla Victoria (en 1939 fue trasladado a Holman o bien Ulukhaktok en el este de la isla) y abrió el último puesto Fort Ross en 1937 en el sur de la isla Somerset (pero fue abandonado en 1848 y trasladó Bathurst Inlet más al norte en 1964).

## Varillas, discos y colgantes
Para los aborígenes cazadores se utilizaba inicialmente el trueque y para agilizar el pago de las pieles de castor se crearon para cada una el famoso «palo de conteo de castor hecho» desde 1670 (tally sticks of made beaver, en inglés) que se le tallaba el valor en la madera. Posteriormente hacia el siglo XVIII se les pagaba a indígenas y tramperos europeos con estas varillas de madera y con las nuevas «fichas agujereadas hechas de hueso» (holly token made of bone, en inglés) que eran huesos tallados en forma de discos ahuecados en el centro y que cada uno equivalía a un «castor hecho», las cuales actuaban como verdaderas monedas ya que eran más fáciles de transportar que las varillas de madera porque se las podía colgar al cuello y eran más durables.
A partir de 1791 se comenzaron a pagar en plata a los aborígenes y a los tramperos con los famosos «colgante de castor comercial» (beaver trade pendant, en inglés) para lo cual se había contratado a plateros de Montreal para que fundiesen monedas de plata diversas y fabricasen colgantes de ese metal con forma de castor y que fueron muy populares entre los aborígenes. Tanto los «palos de conteo», las «fichas de hueso» y los «colgantes de castor» podían intercambiarse por mercancías o suministros en los cientos de puestos comerciales por la Tierra de Rupert.

## Cheques, letras y pagarés
Entre los empleados de las factorías y los comerciantes europeos tramperos también se utilizaba el trueque, «palos de conteo», «fichas agujereadas de hueso» y «colgantes de castor» pero comenzaron a exigir el pago en un medio más moderno, aunque no había suficiente para hacerlos en metálico a falta de monedas en circulación, por lo que se emitieron cheques de treinta libras por primera vez en 1680 por el pago del salario de un año y se utilizó este medio hasta 1710.
Hacia el siglo XIX para pagar a los proveedores en Londres se emitieron letras de cambio por triplicado que se enviaban en diferentes buques en caso de pérdida de alguno y por necesidad monetaria en los territorios se emitieron pagarés que se transformarían en verdaderos billetes de la nueva moneda local.

## Billetes
Por carencia de dólares españoles, de monedas de la libra esterlina y de fraccionarios del chelín colonial angloamericano, los colonos de Tierra de Rupert y los trabajadores de las factorías necesitaban que se les pagara en una moneda moderna, por lo que los colonos de Selkirk del río Rojo solicitaron a George Simpson, gobernador del departamento Norte de la Bahía de Hudson con centro en York Factory, el suministro de efectivo.
Por tal motivo se emitió papel moneda en Londres en noviembre de 1820 pero refrendado en York Factory, que está ubicado en la desembocadura del río Hayes en la bahía de Hudson, de uno y cinco chelines y de una libra y luego también de cinco y diez libras de la Bahía de Hudson en 1821, aunque dicho gobernador decidió unilateralmente que no era necesario utilizarlos, hasta que recibió órdenes directas de Londres. Obligado por la Corona británica comenzó a hacer los pagos en billetes que comenzarían a circular en los territorios del litoral de la compañía en 1823 y se envió en 1824 a la colonia de Río Rojo el suministro solicitado que circularon hasta la unión al Dominio de Canadá en 1870.
La paridad de un castor hecho y la libra esterlina o bahiense era que 100 pieles de castor hecho, fabricado o preparado o 100 fichas o tokens de «castor hecho» equivalían a cuatro chelines con seis peniques (54 peniques), que se distribuían en tres chelines para los gerentes (36 peniques) y un chelín con seis peniques (18 peniques) para los capitanes, por lo que 1 «castor hecho» equivalía como mínimo a ½ penique.

## Fichas monetiformes

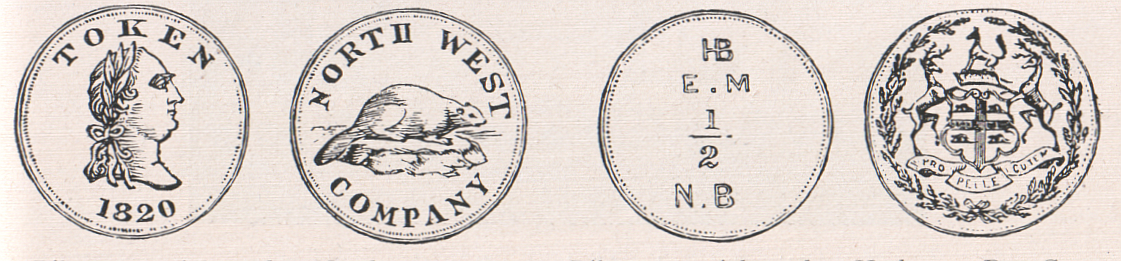
Anversos y reversos de un par de fichas monetiformes o tokens: la de la izquierda corresponde a una «piel de castor» del Noroeste o beaver pelt token con ceca en Birmingham de 1820 de la NWC, que al fusionarse ambas compañías en julio de 1821 se reacuñaron en el departamento de Columbia como un «castor hecho» o made beaver token sin modificar hasta agosto de 1846, que circuló hasta que comenzaría a escasear, y la de la derecha corresponde a medio «castor hecho» de la libra de la Bahía de Hudson de 1854 (HBC) que circuló hasta 1870; todas sin marcas de cecas.

En 1821 la Compañía del Noroeste, fundada en 1779 y que administraba los Territorio Noroccidental, Nueva Caledonia (Canadá) con el departamento de Columbia, la obligaron a unirse con la Compañía de la Bahía de Hudson —que había sido fundada en 1670 y administraba la Tierra de Rupert— para evitar costosas competencias y conflictos bélicos entre ambas, pero mantuvieron el nombre de esta segunda para seguir teniendo los privilegios reales. En la lista subsiguiente se detallan cada una de las fichas monetiformes o tokens:
- 1⁄8 de castor hecho de latón de 1854 (1⁄4 farthings, sin fecha estampada) con ceca de Fort Albany,[16] en el anverso con el escudo corporativo de la compañía y en el reverso con cuatro monogramas encolumnados: HB E  M 1⁄8 N  B (HUDSON BAY EAST MAIN 1⁄8 MADE BEAVER: Bahía de Hudson, distrito comercial de East Main, 1⁄8 de castor hecho).[17]

- 1⁄4 de castor hecho de latón de 1854 (1⁄2 farthings, sin fecha estampada) con ceca de Fort Albany, en bahía James,[16] y similar al anterior, salvo la denominación o el valor.[17]

- 1⁄2 de castor hecho de Latón de 1854 (1 farthings o 1⁄4 penique, sin fecha estampada) con ceca de Fort Albany,[16] similar a los anteriores salvo la denominación o el valor.[17]

- 1 castor hecho de latón o cobre (1 made beaver o MB en inglés o bien 1⁄2 penique, halfpenny en inglés), reacuñaciones entre julio de 1821 y agosto de 1846 con cecas de Fort George, luego de Fort Vancouver y después también de Fort Oregon (pero sin marca de cecas y sin diferenciarse de las originales de 1820) con rostro de Jorge IV del Reino Unido, con cabello hacia adelante, laureado y de perfil derecho, en el exergo con el año 1820, con la leyenda: TOKEN, y en el reverso con un castor sobre ramas orlado con la leyenda: NORTH WEST   COMPANY.
-De latón de 1854 (sin fecha estampada) con ceca de Fort Albany,[16] similar a las anteriores salvo la denominación o el valor.[17]